# Leucania hildrani
Leucania hildrani là một loài bướm đêm trong họ Noctuidae.